# فيفندي غيمز
هي شركة ناشرة لألعاب الفيديو، كانت معروفة سابقاً باسم : 	يونفارسل انتراكتف ستوديوز .
في 2008 تم دمجها مع أكتيفيجن
من ألعاب الشركة : ريديك وسابيرو 2: موسم اللهيب